# Хемометрика
Хемоме́трика — це наука на стику прикладної математики та хімії. Аналізує залежності, досліджує табличний матеріал, вилучення інформації з хімічних систем, керованих даними засобами.
Часто використовуються в основних даних аналітичних дисциплін, таких як багатовимірної статистики, прикладної математики та інформатики, з метою вирішення проблем в області хімії, біохімії та хімічної технології. Хемометрика використовується для вирішення описових та інтелектуальних проблем в хімічній галузі. В описовій проблемі моделюються властивості хімічної системи для вивчення основних структур і відносин системи (наприклад, ідентифікація моделі).
У режимі інтелектуальної проблеми вивчають властивості хімічних систем і моделюють для прогнозування нових властивостей. В обох випадках дані часто дуже великі і складні, за участю від кількох сотень до десятків тисяч змінних і сотні мільйонів випадків або спостережень. Хемометричні методи особливо активно використовуються в аналітичній хімії для розробки досконаліших хемометричних методів аналізу, аналітичних приладів та методик.